# ایرما خوشگله
ایرما خوشگله (به فرانسوی: Irma la Douce) فیلمی کمدی از بیلی وایلدر محصول سال ۱۹۶۳ است.

## داستان فیلم
ایرما، فاحشه‌ای در یکی از محله‌های فقیر پاریس است. نستور پاتو که افسر پلیس است، برای اجرای قانون به کازانووا می‌آید اما به دلیل بدشانسی از کار اخراج می‌شود. آشنایی نستور با ایرما، مسیر جدیدی را در زندگی هر دوی آنها می‌گشاید...

## نقش‌ها

جک لمون و شرلی مک‌لین در صحنه‌ای از فیلم

- جک لمون در نقش نستور
- شرلی مک‌لین در نقش ایرما

## جایزه‌ها
- اهدای اسکار بهترین موسیقی متن فیلم به آندره پره‌وین

## در فرهنگِ عامّه
در فصلی از رمانِ سفر شبِ بهمن شعله‌ور قهرمانِ داستان با دوستانش به سینما رادیوسیتی می‌رود و این فیلم را تماشا می‌کند.